# Neuberg an der Mürz
Neuberg an der Mürz è un comune austriaco di 2 791 abitanti nel distretto di Bruck-Mürzzuschlag, in Stiria. Il 1º gennaio 2015 ha inglobato i precedenti comuni di Altenberg an der Rax, Kapellen e Mürzsteg; ha lo status di comune mercato (Marktgemeinde).